# 小金澤昇司
小金澤升司（1958年8月31日—2024年1月11日），日本的演歌歌手，出生於神奈川縣大和市。北島音樂事務所所屬。拿手的技術是沖浪和空手道。

## 略歴

### 幼少期～少年時代
父母家經營拉麵店。據說從年幼的時候開始學空手道，由於口角之類的事，初高中時代是所謂的不良少年。父母家拉麵店由於「為了幫助送菜的必要的」理由，小金澤於16歲便取得摩托車的執照，不過，因為朋友多為暴走族圈中人，自然而然也捲入其中的活動，結果受到警察補導也多起來這樣的事。如他本人所說的「高中時代神奈川縣內的警察署幾乎都逗留過」。

### 北島三郎的弟子時代
作為北島三郎的弟子經過了黯淡的生活之後，1988年以『尋找你』（おまえさがして）初次亮相。通過在全國各地的公演活動等作為歌手順利積累經歷。不過，據山本讓二透露「在（北島的）弟子中，最容易動怒的是小金澤」。

### 電視廣告大Break
小金澤的名字，一躍成為全國知名的東西，是在1992年廣播的口腔用碘劑「Finish Kowa」（興和）的電視廣告（CM）「歌手的小金澤」。廣告以渡邊篤史的解說開始「歌手小金澤君使用Finish Kowa」。當時全無對白、歌不走紅而且小金澤也無名的緣故，然而Kowa的廣告高曝光率起到作用，「（他）到底是什麼人？」眨眼間成為了熱門話題。這個廣告標語在同年的新詞・流行語大獎中獲得大眾部門的銀獎。同年出席全明星感恩節，「歌手的小金澤升司」，特意強調的「歌手的」也被標明了。再者，後來的版本加入小金澤對白，自己的曲「希笛」作為背景音樂。

### UFO軼事
2004年10月16日，和朋友在高爾夫球場的秦野郊區俱樂部的上空，成功拍到了好像是UFO的飛行物體。肉眼無法捕捉，不過，手機裝載的照相機清楚顯示了「鮟鱇魚型的飛行物體」記錄。以前遭遇過多數的UFO和地震雲、自己也有目擊體驗的山本讓二也做了可靠的保證「沒錯」。這個事件也成為翌年2005年10月20日「東京中日體育」的刊載話題。再者，有在墨西哥等海外的目擊經驗，在電視和雜誌等暢談體驗和披露攝影畫像的情形也很多。

### 逝世
2024年1月15日，所屬的藝能事務所公佈，小金澤升司因呼吸衰竭，於1月11日於神奈川縣內的一間醫療機構內逝世，並按照遺屬意願，以低調不公開方式舉行後事。

## 主要的流行曲
- 尋找你（おまえだけ）
- 一點點秘密（ちょっとだけ秘密、與河合奈保子的二重奏曲。奈保子&小金澤桑名義）
- 我的話不行嗎（俺じゃだめなのかい、綜藝節目「Go Go Girl」片頭曲）
- 人生的那裏那裏（人生のそこかしこに、「日本盛」株式會社商業廣告曲 作詞作曲水野有平）
- 北的第三代（北の三代目）
- 謝謝…感謝（ありがとう…感謝）
- 湾岸Hotel（湾岸ホテル）
- 兩人的口令（二人の合言葉）
- 一片雪（ひとひらの雪、日本Oricon公信榜的冠軍）

## 電視節目
- 星期一特別電視劇「丹下晉藏熱血記 函館望鄉篇」（1997年，TBS）
- 暴坊將軍 第7話「謀略! 操縱被人偶任意驅使的吉宗」（1999年，朝日電視） 千吉角色

## 腳注
1. ↑  . TBS NEWS DIG. 2024-01-15  [2024-01-15]. （原始内容存档于2024-01-16） （日语）.
2. ↑  東京體育・2007年8月21日付のインタビューによる
3. ↑  中京電視台「ろみひー」にて
4. ↑  歌手の小金沢昇司さん亡くなっていた　65歳　のど薬CM「歌手の小金沢くん」で全国区の人気者，日刊體育，2024年1月15日。

## 關聯項目
- 北島三郎
- 山本讓二
- 原田悠里
- 和田青兒
- 山口廣美
- 北山毅

## 外部連結
- 事務所の公式ページ（日文）
- キングレコードアーティストページ（小金沢昇司） （页面存档备份，存于）（日文）
- 小金沢昇司オフィシャルブログ「いい波乗ろ〜ぜ!」 （页面存档备份，存于） 2007年11月22日より開始（日文）